# Kloster Zlatá Koruna
Das Kloster Zlatá Koruna (deutsch Kloster Goldenkron) ist eine ehemalige Zisterzienser-Abtei, die 1263 unter der Bezeichnung Heiligenkron (Svatá Koruna) gegründet und 1785 aufgehoben wurde. Die Gebäude befinden sich im gleichnamigen Ort Zlatá Koruna im Bezirk Krumau in Tschechien. 1995 wurde das Kloster zum Nationalen Kulturdenkmal Tschechiens erklärt.

## Geschichte
Das Kloster Goldenkron wurde im Jahr 1263 von König Přemysl Ottokar II. gegründet und mit Mönchen des niederösterreichischen Zisterzienserklosters Heiligenkreuz besiedelt. Es gehörte damit der Filiation der Primarabtei Morimond an. Damit kamen auch Ottokars Bemühungen um eine Integration der böhmischen und babenbergischen Länder zu einem neuen, einheitlichen Staat zum Ausdruck. Da das Klostergut unmittelbar an die witigonischen Besitzungen in Südböhmen angrenzte, wird vermutet, dass Ottokar mit der Gründung des Klosters auch die weitere Expansion der Witigonen behindern wollte. Zur wirtschaftlichen Ausstattung schenkte Ottokar dem Kloster umfangreiche Ländereien in den Regionen Netolitz und Poletitz. Das Kloster wurde zunächst als Heiligenkron (Svatá Koruna) bezeichnet, der Name Goldenkron (Zlatá Koruna) ist erstmals 1315 belegt.
Nach dem Brand von 1354 ist Michael Parler als Baumeister beim Wiederaufbau des Klosters nachweisbar. Danach kam es zu längeren Gebietsstreitigkeiten mit benachbarten weltlichen und geistlichen Herrschaften, etwa dem Kloster Hohenfurt. Der Rechtsstreit mit dem  Kollegiatkapitel von Vyšehrad um 22 Dörfer im Raum Prachatice wurde 1396 durch einen Schiedsspruch von König Wenzel endgültig beigelegt. Um 1400 kam es zu einer wirtschaftlichen Verschlechterung, wobei wertvolle Gegenstände ans Stift Schlägl kamen.
1420 verpfändete König Sigismund Goldenkron und das Kloster an Ulrich II. von Rosenberg, der dem rosenbergischen Zweig der Witigonen entstammte. Im selben Jahr und 1429 wurde die Abtei von den Hussiten niedergebrannt. Nach Beendigung der Hussitenkriege kehrten die Mönche 1437 in das Kloster zurück. Trotzdem war Ulrich von Rosenberg nicht bereit, die Pfandherrschaft aufzugeben. Erst 1493 überließ König Vladislav II. aufgrund gefälschter Urkunden aus der rosenbergischen Kanzlei das Patronatsrecht über das Kloster und dessen Landbesitz den Herren von Rosenberg, die es bis 1602 behielten. Ab 1622 übten die Herren von Eggenberg, ab 1719 die Fürsten von Schwarzenberg das Patronat aus.
Unter Abt Gottfried Bylanský wurde 1774 im Kloster eine Schule eingerichtet, die auch von Mädchen besucht werden durfte. Elf Jahre später hob Kaiser Joseph II. im Rahmen seiner Josephinischen Reformen die Zisterzienserabtei auf. Nachfolgend erwarben die Schwarzenberger die Klostergebäude, die darin eine Manufaktur einrichteten, in der bis 1909 produziert wurde. Nach dem Zweiten Weltkrieg wurden die Schwarzenberger 1948 enteignet, das Klostergut ging in staatlichen Besitz über.

## Bauten und Anlage
Der älteste Teil der Klosteranlage ist die Kirche Mariä Himmelfahrt. Der Kapitelsaal entstand 1280–1300, das Refektorium vor 1350. 1663 wurden die Kirche, mehrere Klostergebäude und die Innenausstattung des Refektoriums barockisiert und 1755–1785 der Kreuzgang im Stil des Rokoko umgestaltet.
Die schlicht gestaltete und in mehreren Bauphasen errichtete Klosterkirche ist eine dreischiffige, ursprünglich kreuzrippengewölbte Basilika von acht Jochen mit Querhaus, Polygonalchor und Arkadenvorhalle, an die im Süden die Klausur mit Kreuzgang anschließt. Der Bau begann im letzten Drittel des 13. Jahrhunderts, seinen Abschluss fand er nach der Mitte des 14. Jahrhunderts. Für 1359 ist die Anstellung von Michael Parler aus der Bauhütte der Parler als Steinmetz vor Ort belegt. Beachtenswert ist unter anderem ein großes Maßwerkrundfenster mit Terrakottaelementen und Stuckrahmen im Querhausostarm.

## Ausstattung
Die um 1420 entstandene gotische Madonna von Goldenkron wurde am 17. April 2016 aus der Prager Nationalgalerie an ihren ursprünglichen Standort im Kloster Zlatá Koruna zurückgebracht.
Zur kirchlichen Ausstattung gehören außerdem der klassizistische Hauptaltar mit spätbarocken Statuen der Ordensheiligen (1772) von Jakob Eberle (1718–1783) und das Altarbild Mariä Himmelfahrt (1854) von Karl Philippot. Die barocken Wand- und Deckenmalereien wurden um 1772 von einem unbekannten Meister ausgeführt.

## Nutzung
Nach der Restaurierung in den letzten Jahren befindet sich eine Außenstelle der staatlichen wissenschaftlichen Bücherei sowie eine Gedenkstätte des südböhmischen Schrifttums in den Klostergebäuden.